# Pristavica pri Velikem Gabru
Pristavica pri Velikem Gabru je naselje u slovenskoj Općini Trebnju. Pristavica pri Velikem Gabru se nalazi u pokrajini Dolenjskoj i statističkoj regiji Jugoistočnoj Sloveniji. 

## Stanovništvo
Prema popisu stanovništva iz 2002. godine naselje je imalo 95 stanovnika.